# 병신춤
병신춤(病身춤)은 경상남도 밀양 지방에 전해지는 전통춤이다. 밀양 지방에서는 음력 7월 중순을 머슴날로 정하여, 머슴을 대접하고 여러 가지 춤을 추면서 토속적인 놀이를 한다. 그 춤 중에서는 신체장애인이나 병자를 흉내낸 병신같은 춤인 병신춤이 있다. 밀양에서는 계급차가 심하였기 때문에, 하급 농민들의 슬픔이 춤으로 표현되었다고 한다.
유명한 여성연극배우인 공옥진이 일인창무극 『병신같은춤』을 연기하면서 매스컴을 통하여 대중에 알려지게 되었고 대중오락화되었다.

## 같이 보기
- 양반